# Princesita de Yungay
Angélica Harada Vásquez, más conocida por su nombre artístico Princesita de Yungay (Distrito de Yungay, 30 de mayo de 1938), es una cantante andina peruana de ascendencia japonesa.

## Biografía

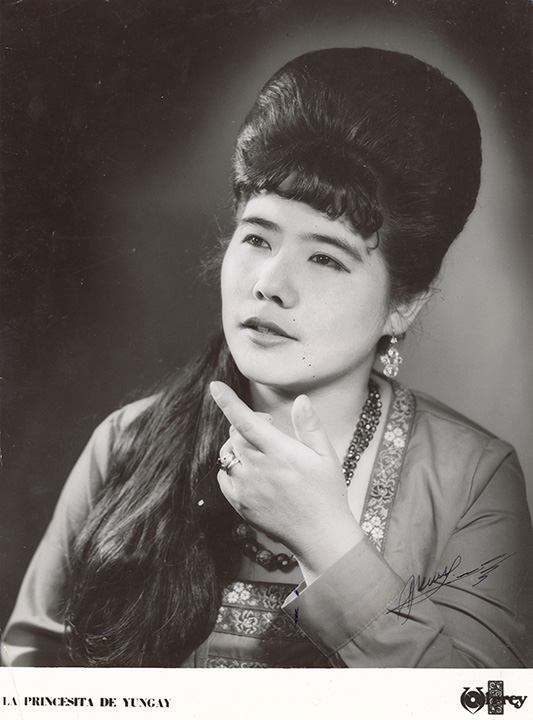
En 1970.

Nació en la campiña de Shacsha, provincia de Yungay, el 30 de mayo, de 1938. Creció con la música y bailes de los danzantes originarios de su pueblo llamados los shaqapas. Es actualmente una de la celebridades vivientes del folclore nativo del Perú.
La Princesita de Yungay ha cantado a su pueblo desde los años 1960 haciendo conocidos el vals “Yungay” de Guillermo Lucar Pacheco, los huaynos: “Llanganuco” de Teodulfo López, “Tragedia Ancashina” y “ Mi sufrido Yungay” de Teodoro López Huerta, “Cumbres del Huascarán” de Manuel Guimaray, el pasacalle "Huascarán" de Maximiliano Shuan, el huayno "El Paria" de Amadeo Molina Rojo, el huayno "Lejos y ausente" de Víctor Cordero Gonzales, el huayno "Todo se puede olvidar menos el primer amor" de Jacinto Palacios Zaragoza, y muchas canciones más de compositores yungainos tales como Maximiano Rivas Valenzuela, Fabián Ibáñez Bonilla y de otros compositores del ámbito nacional, como el caso del huayno "Clemencia" del compositor ayacuchano Rafael León Valdez, grabado en un vídeo conmovedor en el cementerio de Yungay donde parece cobrar vida el primer verso "Por qué pues Dios mío tanto castigo..."
En 2005 escribió su libro autobiográfico Mi vida, el mundo que conocí.

## Premios y reconocimientos
Por su labor en favor de música nativa ha sido condecorada por el Centro Cultural Peruano Japonés (1987), el Ministerio de Educación, que le otorgó las Palmas Artísticas del Perú en el grado de Maestra (1989), Intercambio Cultural con Japón (1990), Congreso de la República del Perú (2005), que le entregó el Reconocimiento, y por diversas instituciones más en el Perú, Estados Unidos, Europa y Japón, los cuales la convierten en la natural Embajadora Cultural del Perú.